# Vittorio Spinazzola (critico letterario)
Vittorio Spinazzola (Milano, 29 marzo 1930 – Milano, 5 febbraio 2020) è stato un critico letterario, italianista e storico del cinema italiano.

## Biografia
Docente all’Università degli Studi di Milano, fu anche critico letterario su L'Unità e cinematografico su Cinema Nuovo. Pubblicò studi sull'Ottocento (con particolare attenzione al Verismo), curando edizioni di opere di Manzoni più volte ristampate da Garzanti e Mondadori e mantenendo un'attenzione costante ai fenomeni letterari contemporanei, dagli scrittori "classici" come Gadda, Vittorini, la Deledda e Pavese, a quelli "ad alta tiratura" come Paolo Villaggio, Oriana Fallaci, Andrea Camilleri, Roberto Saviano, fino al fotoromanzo e al fumetto. Curò dal 1991 al 2020 l'annuario di critica letteraria ed editoriale Tirature. È sepolto al cimitero di Greco.
L'idea di Spinazzola è chiaramente dichiarata fin dall'inizio degli anni Sessanta, riferendosi all'importanza sia del prodotto popolare che di quello artistico, quando li separa da ciò che è semplicemente inefficace. «Il film veramente inutile è quello che non sa rivolgersi né all'intellettuale né al popolo ma cerca, più o meno furbescamente, di blandire sia l'uno che l'altro»,

## Opere

### Saggi
- Federico De Roberto e il verismo, Milano, Feltrinelli, 1961
- Emilio De Marchi romanziere popolare, Milano, Edizioni di Comunità, 1971
- Cinema e pubblico. Lo spettacolo filmico in Italia 1945-1965, Milano, Bompiani, 1974; nuova ed., Roma, Bulzoni, 1985
- Verismo e positivismo, Milano, Garzanti, 1977
- La democrazia letteraria: saggi sul rapporto fra scrittore e lettori, Milano, Edizioni di Comunità, 1983
- Il Libro per tutti. Saggio sui "Promessi sposi", Roma, Editori Riuniti, 1983
- L'offerta letteraria, Morano, 1990
- Il romanzo antistorico, Roma, Editori Riuniti, 1990
- Critica della lettura, Roma, Editori Riuniti, 1992
- Dopo l'avanguardia, Transeuropa, 1993, ISBN 978-88-782-8014-4
- Il realismo esistenziale di Carlo Cassola, Mucchi, 1993, ISBN 978-88-700-0209-6
- L'immaginazione divertente, Collana I Torchi, Milano, Rizzoli, 1995, ISBN 978-88-178-4401-7
- Pinocchio & c., Milano, Il Saggiatore, 1997
- Critica della modernità letteraria, CUEM, 1998, ISBN 978-88-600-1629-4
- Letteratura e popolo borghese, Unicopli, 2000, ISBN 978-88-400-0637-6
- Itaca, addio. Vittorini, Pavese, Meneghello, Satta: il romanzo del ritorno, Milano, Il Saggiatore, 2001, ISBN 978-88-428-0851-0
- La modernità letteraria. Forme di scrittura e interessi di lettura, Milano, Il Saggiatore-Fondazione Arnoldo e Alberto Mondadori, 2001
- Il gusto di criticare: 35 saggi controcorrente, Torino, Aragno, 2007, ISBN 978-88-841-9298-1
- L'egemonia del romanzo. La narrativa italiana nel secondo Novecento, Milano, Il Saggiatore-Fondazione Arnoldo e Alberto Mondadori, 2007
- L'esperienza della lettura, Unicopli, 2010, ISBN 978-88-400-1424-1
- Misteri d'autore. Gadda, Fruttero e Lucentini, Eco, Torino, Aragno, 2010
- Alte tirature. La grande narrativa d'intrattenimento italiana, Milano, Il Saggiatore-Fondazione Arnoldo e Alberto Mondadori, 2012
- Le metamorfosi del romanzo sociale, Pisa, ETS, 2012
- Il romanzo d'amore, Pisa, ETS, 2017.

### Curatele
- Film 1961, Milano, Feltrinelli, 1961,  p. 240.
- Film 1962, Milano, Feltrinelli, 1962,  p. 272.
- Film 1963, Milano, Feltrinelli, 1963,  p. 299.
- Film 1964 : film di massa e cinema d'avanguardia, Milano, Feltrinelli, 1964,  p. 490.
- Tirature ’91, collana Einaudi tascabili, Torino, Einaudi, novembre 1991,  pp. 294, ISBN 88-06-12790-X.
- Tirature ’92, collana I saggi tascabili, Milano, Baldini & Castoldi, ottobre 1992, ISBN 88-85988-36-9.
- Tirature ’93, collana I saggi tascabili, Milano, Baldini & Castoldi, ottobre 1993, ISBN 88-85989-32-2.
- Tirature ’94, collana I saggi, Milano, Baldini & Castoldi, 1994, ISBN 88-85987-62-1.
- Tirature ’95. Per un’alleanza fra scrittori e editori, collana I saggi tascabili, Milano, Baldini & Castoldi, ottobre 1995, ISBN 88-8089-089-1.
- Tirature ’96. Comicità, umorismo, satira, parodia: la voglia di ridere degli italiani, collana I saggi, Milano, Baldini & Castoldi, 1996, ISBN 88-8089-196-0.
- Tirature ’98. Autori, editori, pubblico. Una modernità da raccontare. La narrativa italiana degli anni novanta, Milano, Il Saggiatore – Fondazione Arnoldo e Alberto Mondadori, 1998, ISBN 88-8089-089-1.
- Tirature ’99. Autori, editori, pubblico. I libri del secolo. Letture novecentesche per gli anni, Milano, Il Saggiatore – Fondazione Arnoldo e Alberto Mondadori, 1999, ISBN 88-428-0745-1.
- Tirature 2000. Autori, editori, pubblico. Romanzi di ogni genere. Dieci modelli a confronto, Milano, Il Saggiatore – Fondazione Arnoldo e Alberto Mondadori, 2000, ISBN 88-428-0850-4.
- Tirature ’01. Autori, editori, pubblico. L'Italia d’oggi. I luoghi raccontati, Milano, Il Saggiatore – Fondazione Arnoldo e Alberto Mondadori, gennaio 2002, ISBN 88-428-0918-7.
- Tirature ’02. Autori, editori, pubblico. I poeti fra noi : le forme della poesia nell’età della prosa, Milano, Il Saggiatore – Fondazione Arnoldo e Alberto Mondadori, gennaio 2002, ISBN 88-428-1019-3.
- Tirature ’03. Autori, editori, pubblico. I nostri libri. Letture d’oggi che vale la pena di fare, Milano, Il Saggiatore – Fondazione Arnoldo e Alberto Mondadori, gennaio 2003, ISBN 88-428-1090-8.
- Tirature ’04. Autori, editori, pubblico. Che fine ha fatto il postmoderno?, Milano, Il Saggiatore – Fondazione Arnoldo e Alberto Mondadori, 31 gennaio 2004, ISBN 88-428-1177-7.
- Tirature ’05. Autori, editori, pubblico. Giovani scrittori e personaggi giovani, Milano, Il Saggiatore – Fondazione Arnoldo e Alberto Mondadori, gennaio 2005, ISBN 88-428-1257-9.
- Tirature ’06. Autori, editori, pubblico. Di cosa parlano i romanzi d’amore?, Milano, Il Saggiatore – Fondazione Arnoldo e Alberto Mondadori, 31 gen 2006, ISBN 88-428-1329-X.
- Tirature ’07. Autori, editori, pubblico. Le avventure del giallo, Milano, Il Saggiatore – Fondazione Arnoldo e Alberto Mondadori, 2007, ISBN 88-428-1425-3.
- Tirature ’08. Autori, editori, pubblico. L'immaginario a fumetti, Milano, Il Saggiatore – Fondazione Arnoldo e Alberto Mondadori, 2008, ISBN 978-88-428-1490-0.
- Tirature ’09. Autori, editori, pubblico. Milano-Napoli: due capitali mancate, Milano, Il Saggiatore – Fondazione Arnoldo e Alberto Mondadori, 2009, ISBN 978-88-428-1590-7.
- Tirature ’10. Autori, editori, pubblico. Il New Italian Realism, Milano, Il Saggiatore – Fondazione Arnoldo e Alberto Mondadori, 2010, ISBN 978-88-428-1628-7.
- Tirature ’11. Autori, editori, pubblico. L’Italia del dopobenessere, Milano, Il Saggiatore – Fondazione Arnoldo e Alberto Mondadori, 2011, ISBN 978-88-428-1682-9.
- Tirature ’12. Autori, editori, pubblico. Graphic Novel. L’età adulta del fumetto, Milano, Il Saggiatore – Fondazione Arnoldo e Alberto Mondadori, 2012, ISBN 978-88-428-1779-6.
- Tirature ’13. Autori, editori, pubblico. Le emozioni romanzesche, Milano, Il Saggiatore – Fondazione Arnoldo e Alberto Mondadori, gennaio 2013, ISBN 978-88-428-1914-1.
- Tirature ’14. Autori, editori, pubblico. Videogiochi e altri racconti, Milano, Il Saggiatore – Fondazione Arnoldo e Alberto Mondadori, 2014.
- Tirature ’15. Autori, editori, pubblico. Gli intellettuali che fanno opinione, Milano, Il Saggiatore – Fondazione Arnoldo e Alberto Mondadori, 2015, ISBN 9788865764190.
- Tirature ’16. Autori, editori, pubblico. Un mondo da tradurre, Milano, Il Saggiatore – Fondazione Arnoldo e Alberto Mondadori, 2016.
- Tirature ’17. Autori, editori, pubblico. Da una serie all'altra, Milano, Il Saggiatore – Fondazione Arnoldo e Alberto Mondadori, 2017, ISBN 9788885938571.
- Tirature ’18. Autori, editori, pubblico. Lieto fine, Milano, Il Saggiatore – Fondazione Arnoldo e Alberto Mondadori, 2018, ISBN 978-88-85938-61-8.
- Tirature ’19. Autori, editori, pubblico. Tuttestorie di donne, Milano, Il Saggiatore – Fondazione Arnoldo e Alberto Mondadori, 2019.
- Tirature ’20. Autori, editori, pubblico. I cattivi, Milano, Il Saggiatore – Fondazione Arnoldo e Alberto Mondadori, 2020, ISBN 978-88-85938-71-7.